# Milly (Manche)
Milly település Franciaországban, Manche megyében. Lakosainak száma 329 fő (2018. január 1.). Milly Chèvreville, Fontenay, Lapenty, Grandparigny, Romagny-Fontenay és Villechien községekkel határos.

## Népesség
A település népességének változása:
| Lakosok száma | 443  | 428  | 395  | 336  | 331  | 332  | 347  | 348  | 332  | 329  |
|               | 1962 | 1968 | 1982 | 1990 | 1999 | 2008 | 2011 | 2013 | 2017 | 2018 |